# Conothele lampra
Espèce
Synonymes
- Lechrictenus lamprus Chamberlin, 1917

Conothele lampra est une espèce d'araignées mygalomorphes de la famille des Halonoproctidae.

## Distribution
L'origine exacte de cette espèce est inconnue.

## Description
La femelle holotype mesure 26 mm.

## Publication originale
- Chamberlin, 1917 : New spiders of the family Aviculariidae. Bulletin of the Museum of Comparative Zoology, Harvard, vol. 61, p. 25-75 (texte intégral).